# (1928) Summa
(1928) Summa es un asteroide perteneciente al cinturón de asteroides que orbita entre Marte y Júpiter. Su nombre hace referencia a Summa, localidad antes finesa y desde 1940 rusa con el nombre de Soldatkoye, escenario de la Batalla de Summa de la Guerra de Invierno dentro del contexto de la Segunda Guerra Mundial.
Fue descubierto el 21 de septiembre de 1938 por Yrjö Väisälä desde el Observatorio de Iso-Heikkilä, en Turku, Finlandia.